# Hoplophryne rogersi
Hoplophryne rogersi (tên tiếng Anh: Usambara Blue-bellied Frog) là một loài ếch trong họ Nhái bầu. Chúng là loài đặc hữu của Tanzania.
Các môi trường sống tự nhiên của chúng là các khu rừng ẩm ướt đất thấp nhiệt đới hoặc cận nhiệt đới, các khu rừng vùng núi ẩm nhiệt đới hoặc cận nhiệt đới, các khu rừng trước đây bị suy thoái nặng nề, và thảm thực vật di thực. Loài này đang bị đe dọa do mất môi trường sống.